# José Jorge Cury
José Jorge Cury (1926 (99 anos)-05 de setembro de 1986) foi um político e empresário líbano-brasileiro. Como político, foi vereador em Rio Preto em duas legislaturas (1952-1955 e 1955-1959) e presidente da câmara. Foi deputado estadual duas vezes (1963 e 1967), com votação expressiva. Lutou com outras personalidades pela criação da Faculdade de Medicina de Rio Preto (Famerp).